# Embassament de Bellús

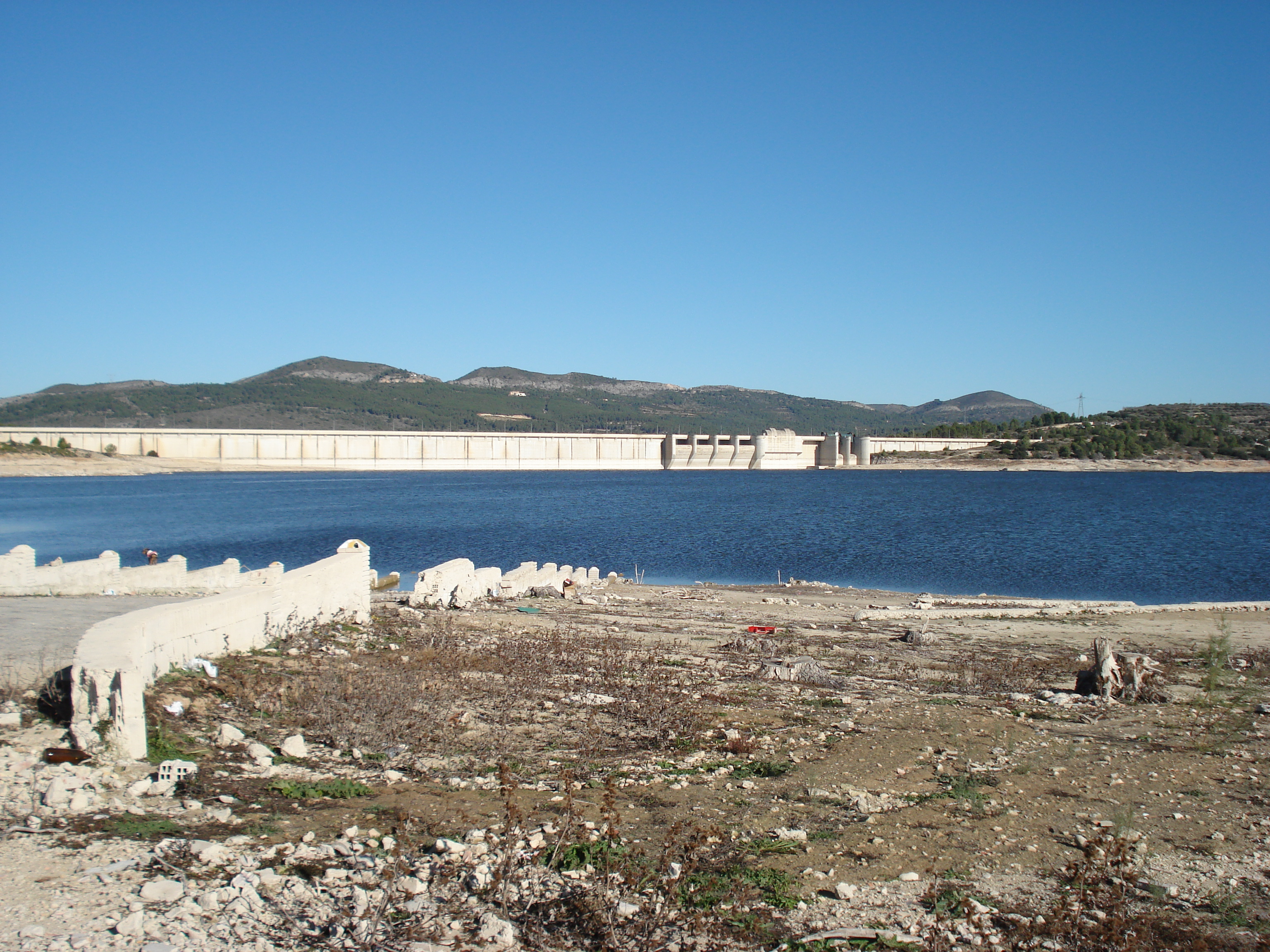
Vista de la presa de Bellús des de l'antic balneari de Bellús

L'embassament de Bellús se situa en el municipi del mateix nom, a la comarca de la Vall d'Albaida, al País Valencià. Es va construir en l'any 1995 en la llera del riu Albaida sobre una superfície de 703 hectàrees, amb una capacitat màxima de 69 hm³.
Aquest pantà pertany a la Confederació Hidrogràfica del Xúquer i té per funció prevenir d'avingudes, i el reg.
Les aigües embassades concentren un alt grau de contaminació, ja que el riu Albaida en el seu recorregut travessa zones industrials que hi aboquen.